# Geosesarma bicolor
Geosesarma bicolor es una especie de crustáceo braquiuro terrestre de la familia Sesarmidae.

## Distribución geográfica
Es endémica de Java.